# Automatizované systémy řízení
Automatizované systémy řízení (ASŘ) byl široký technicko-administrativní koncept počítačové evidence, účetnictví, plánování atd., který zpravidla probíhal v režimu dávkového zpracování hromadných dat. Zároveň to byl i název skupiny oborů vysokoškolského studia v socialistickém Československu. Koncept ASŘ vycházel z chápání kybernetiky jako univerzální vědy o řízení různých typů systémů. Takto pojímaná kybernetika byla populární v Sovětském svazu a zemích východních bloku zejm. v 60. a 70. letech 20. stol. Systémy ASŘ byly nasazovány v různých oblastech lidské činnosti, přičemž z dnešního pohledu šlo především o aplikaci výpočetní techniky:
"Používáme-li k přípravě podkladů pro řízení automatické stroje na zpracování informací, tedy počítače – hovoříme pak o automatizovaném zpracování dat nebo obecněji o automatizovaných systémech řízení [...]"
Po sovětském vzoru byly v 70. letech 20. stol. na technických a ekonomických fakultách zřizovány studijní obory ASŘ. Tyto obory se staly důležitými předchůdci dnešních oborů označovaných např. jako aplikovaná informatika.
Snahou státních orgánů v 70. a 80. letech 20. stol. bylo uplatňovat jednotné principy a regulovat proces vytváření těchto systémů z centrální úrovně, podle "Koncepce budování ASŘ v národním hospodářství" schválené usnesením vlády č. 16 z roku 1974, resp. navazujících příkazů ministrů FMTIR, MVT ČSR a SSR z r. 1978.
Nástrojem k tomu měla být mj. tzv. Jednotná metodická základna ASŘ, řada závazných či doporučených metodických pokynů (především "Metodické pokyny pro budování automatizovaných systémů řízení podniků", vydané Federálním ministerstvem pro technický a investiční rozvoj společně s ministerstvy výstavby a techniky ČSR a SSR v roce 1973). Závazné metodické pokyny byly pak v roce 1986 nahrazeny Vyhláškou Státní komise pro vědeckotechnický a investiční rozvoj o budování automatizovaných systémů řízení (57/1986 Sb., v roce 1990 zrušena). Pojem automatizovaný systém řízení zde byl i legislativně vymezen: "Automatizovaný systém řízení (dále jen ASŘ) je systém řízení, ve kterém jsou vybrané činnosti a procesy automatizovány s využitím prostředků výpočetní a jiné techniky a ve kterém se současně uplatňují vědecké metody řízení."
Hlavní překážkou vytváření ASŘ před rokem 1989 ovšem bylo obtížné získávání potřebné výpočetní techniky (včetně preferování počítačů tzv. řady JSEP, vyráběných v omezeném množství v zemích RVHP).